# دهستان گفشه لشت نشا
گفشه لشت نشا، دهستانی است از توابع بخش لشت نشا شهرستان رشت در استان گیلان ایران.
این دهستان مجموعه ای است از ۱۶ روستا به مرکزیت روستای بالاگفشه می باشد که در شمال شرقی شهرستان رشت و جنوب شهر لشت نشا واقع شده است. اسامی 16 روستای دهستان گفشه به شرح زیر است:
۱.چپک شفیع‌محله  
۲. چپک کاظمی‌محله
۳.آجی بوزایه  
۴.کناسر اربابی  
۵.لیموچاه  
۶.چلیک دان  
۷.جوپشت
۸.جوریاب  
۹.چافوچاه 
۱۰. لاله‌گفشه 
۱۱.شیخان‌گفشه  
۱۲.بالامحله گفشه
۱۳.میان محله‌گفشه 
۱۴.پس بیجار گفشه 
۱۵.علی بزایه   
۱۶. اسطلک

## جمعیت
براساس سرشماری سال ۱۳۹۵ جمعیت آن ۷۷۹۹ نفر (۲۸۳۵ خانوار) بوده‌است. 
| سال          | سرشماری ۱۳۸۵ | سرشماری ۱۳۹۵ |
| تعداد خانوار | ۲۷۶۷         | ۲۸۳۵         |
| جمعيت        | ۹۱۹۵         | ۷۷۹۹         |
| مرد          | ۴۵۶۲         | ۳۹۹۵         |
| زن           | ۴۶۳۳         | ۳۸۰۴         |
| جمعیت بیکار  | ۶۱۳          | ۱۹۰          |

## جغرافیا
بخش مرکزی این دهستان شامل روستاهای بالا محله گفشه، میان محله گفشه، لاله گفشه و شیخانگفشه است که در فاصله چهارکیلومتری بخش لشت نشاء در مسیر اصلی از جاده لشت نشاء به کوچصفهان قرار دارد و مسافت این روستا تا شهرهای توریستی و گردشگری و مرکز استان بسیار کم می باشد. 
- مسافت تا رشت : 22 کیلومتر
- مسافت تا زیباکنار : 14 کیلومتر
- مسافت تا آستانه:  22 کیلومتر
- مسافت تا لاهیجان: 32 کیلومتر

آب و هوا
این دهستان از آب و هوای معتدل و مرطوب از نوع 1 با رطوبت زیاد برخوردار است. 

## شغل
شغل اکثر مردم این روستاها کشاورزی است. البته نگهداری دام به صورت خانگی نیز یکی دیگر از منابع درآمدی مردم می‌باشد.
از کنار جاده در هر طرف، پس از پشت سرگذاردن منازل مسکونی - که اغلب ویلایی و دارای حیاطهای بزرگی است که از آن به عنوان باغچه استفاده می‌شود و مایحتاج اولیه مثل سبزیجات از آن تأمین می‌شود - به زمین‌های کشاورزی می رسیم.
زمین‌های کشاورزی این منطقه به دلیل رطوبت زیاد هوا و بارندگی قابل توجه و همچنین قرار گرفتن در ارتفاع پایین‌تر از سطح دریا، در اغلب اوقات سال مملو از آب است و در این زمین‌ها تنها برنج کشت می‌شود. البته در تابستانها و پس از برداشت محصول که زمین کمی خشک تر است محل انجام بازیهای محلی شده و گاهی هم به زمین فوتبال تبدیل می گردد.
در شرق روستاهای شیخانگفشه، میانگفشه و لاله گفشه شاخه کوچکی از سفیدرود که در قدیم‌الایام، بیشتر منطقه‌ای را که اینک زمین کشاورزی است، در بر می گرفت و به نام "اوشمک" معروف است از میان زمین‌های کشاورزی می‌گذرد که از آن برای تأمین آب زمین‌های کشاورزی در مواقع کم آبی، ماهیگیری برای قشری از مردم به عنوان شغل و برای بیشتر آن‌ها به عنوان تفریح و همچنین شنای نوجوانان و جوانان استفاده می‌شود.
| زراعت            | 2236 |
| باغداری          | 1425 |
| کشت گلخانه ای    | 3    |
| پرورش طیور       | 1643 |
| پرورش زنبور عسل  | 3    |
| پرورش دام سنگین  | 912  |
| پرورش دام سبک    | 3    |
| پرورش کرم ابریشم | 0    |
| پرورش ماهی       | 25   |